# 諾斯伍德
諾斯伍德（Northwood）是倫敦的一個地區，屬於希靈登倫敦自治市，在北面和赫特福德郡接壤。諾斯伍德在2008年有人口11,068人，其東南鄰的諾斯伍德山在2001年有人口10,833人。